# ليستير أريكسون
ليستير أريكسون (بالسويدية: Lester Eriksson)‏ هو سباح سويدي، ولد في 16 نوفمبر 1942 في ستوكهولم في السويد.

## وصلات خارجية
- ليستير أريكسون على موقع الاتحاد الدولي للسباحة (الإنجليزية)
- ليستير أريكسون على موقع أوليمبيديا (الإنجليزية)
- ليستير أريكسون على موقع اللجنة الأولمبية السويدية (السويدية)